# Питер Нефс Старији
Питер Нефс Старији (фр. Pieter Neefs; Антверпен, око 1578 — 1660) је био фламански сликар. Његов рад припада епохи барока. На делима овог сликара најзаступљенија тема су ентеријери цркава. Био је члан Лукине гилде у Антверпену којој је пришао 1609. године. Вешто је примењивао принципе перспективе и ефекте светлости.